# BBC
A British Broadcasting Corporation (Corporação Britânica de Radiodifusão, mais conhecida pela sigla BBC) é uma corporação pública de rádio e televisão do Reino Unido fundada em 1922. Possui uma boa reputação nacional e internacional (embora seja vista por alguns críticos como parcial e tendenciosa para o liberalismo e seja assumidamente pró-Londres). Por vezes, é chamada afetuosamente pelos britânicos como Beeb, The Corporation ou Auntie ("Titia"). Durante muitos anos, foi o único fornecedor de rádio e, depois, de televisão, do Reino Unido. O seu lema é: "Nation Shall Speak Peace Unto Nation" ("A nação deve transmitir paz para a nação"). Antes, era chamada de British Broadcasting Company Ltd., nome que permaneceu até 1927.
Atualmente, a BBC é custeada por uma taxa de licença que é paga por todos os lares que possuem televisores. A empresa emprega quase 19 mil pessoas, com um custo operacional de 5 bilhões de libras esterlinas.

## História

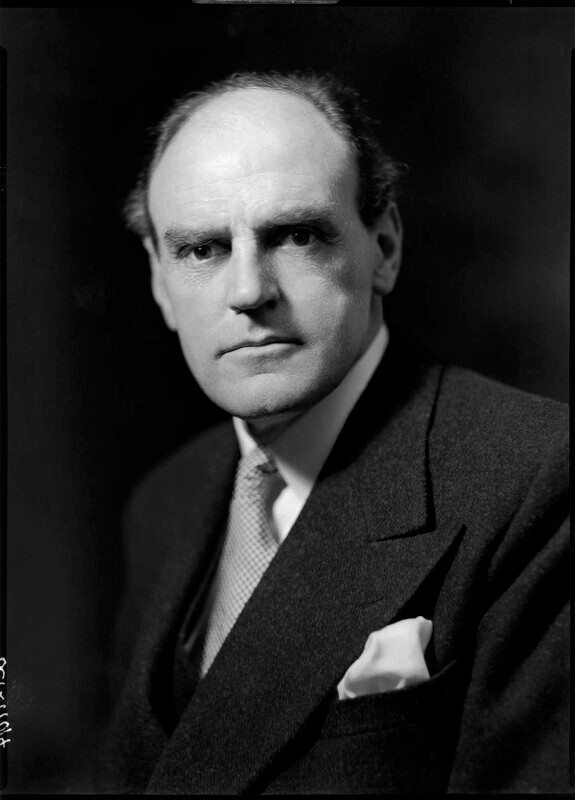
John Reith (1889-1971) primeiro CEO da BBC.

Em 18 de outubro de 1922, um consórcio de fabricantes britânicos de rádios fundou a British Broadcasting Company Ltd, empresa encarregada de transmitir um serviço de rádio em caráter experimental. John Reith se tornou o primeiro CEO da empresa. Em 1º de junho de 1927, uma carta real estabelece uma entidade pública, a British Broadcasting Corporation, como sucessora da British Broadcasting Company Ltd. John Reith foi nomeado seu CEO. Em 1932, a BBC começou a transmitir sinais televisão a título experimental. A transmissão regular de TV começou em 1936. A primeira obra de ficção científica exibida pela televisão, uma dramatização da peça R.U.R. de Karel Čapek, foi ao ar em 11 de fevereiro de 1938, transmitida pela BBC. R.U.R. foi a obra que apresentou pela primeira vez a palavra "robô", termo criado por Josef Čapek, irmão do autor (ver: Irmãos Čapek).
Em 1954, a BBC perdeu seu monopólio de TV no Reino Unido quando a rede privada ITV apareceu. O monopólio do rádio persistiu até os anos 1970.

## Estrutura
A BBC é uma empresa independente da intervenção do governo, todas as atividades da BBC são supervisionadas pela BBC Trust (anteriormente Board of Governors of the BBC), produzindo conteúdos que, sendo de interesse nacional, e que podem integrar a grade da BBC. São asseguradas cotas, em todos os canais, para a produção nacional advinda de produtores independentes, sendo o mínimo de 25% de todo material veiculado, mantendo um menor nível de produção importada. A gestão geral da organização está nas mãos do director-geral, que é nomeado pela BBC Trust, ele simultaneamente o redator-chefe da BBC e preside o Conselho de Administração.

### Carta Régia
A BBC opera sob a Carta Régia. A atual Carta entrou em vigor no dia 1 de Janeiro de 2007 e com um período de duração de 10 anos, ou seja, até 31 de Dezembro de 2016. A Carta de 2007 determina que a missão da Corporação é "informar, educar e entreter". A carta define que a Corporação existe para servir o interesse público e para promover fins públicos: sustentar a cidadania e a sociedade civil; promover a educação e a aprendizagem, estimulando a criatividade e excelência cultural; representar o Reino Unido, as suas nações, regiões e comunidades; beneficiar o público com tecnologias e serviços de comunicações novos; e assumir um papel de liderança na transição para a televisão digital.
Esta Carta também levou a cabo a maior mudança na estrutura da Empresa desde a sua criação. Ele aboliu o órgão, por vezes controverso, Conselho de Governadores, e substituiu-o pelo BBC Trust e um Diretor-Geral.
De acordo com a Carta Régia, a BBC deve obter uma licença do Home Secretary, onde se estabelece os termos e condições em que a BBC é transmitida.

### BBC Trust
Segundo Jonas Valente, o BBC Trust, criado após a Carta Régia de 2007, foi um órgão responsável pela fiscalização e o cumprimento dos princípios que guiam a atuação da BBC. A partir de 2016, após a publicação de uma nova Carta Régia, o conselho foi extinto e suas funções foram transferidas para o Office of Communications (Ofcom), órgão regulatório do Reino Unido para emissoras (rádio e televisão), telecomunicações e serviços postais.
O conselho era formado por doze membros: um presidente, um vice e dez participantes ordinários, dos quais quatro eram representações das quatro nações que formam o Reino Unido. A indicação desses membros era feita pelo monarca britânico a partir de uma lista de possíveis nomes estabelecidos por um servidor do Departamento de Cultura, Mídia e Esportes (DCMS), o presidente da BBC e um assessor independente.
o BBC Trust foi um marco para a gestão participativa da sociedade no veículo. Em relação ao antigo sistema vigente, conhecido como Board of Governors of the BBC, nota-se um maior atendimento ao interesse público. Além da vigília dos princípios do veículo por membros com certa autonomia, legitimada pela pluralidade dos membros que participam da seleção, ainda cabia ao conselho a nomeação do diretor geral da emissora. Também havia ligações com vários setores civis da Grã-Bretanha, como os conselhos de audiência, o comitê central religioso de aconselhamento e o comitê de padrões editoriais.

### Direção-Geral
A Direção-Geral é responsável pela gestão operacional e pela prestação de serviços dentro da estratégia definida pela BBC Trust. A Direção-Geral é composta por dois administradores executivos e não executivos, nomeados pelo BBC Trust.
A Direção-Geral é composta pelo Diretor-Geral, bem como os Diretores de cada uma das principais divisões da BBC, com exceção do Grupo Norte BBC.

### Imparcialidade
O conceito de imparcialidade utilizado, em teoria, pela BBC é descrito como "imparcialidade devida". O termo vem da crítica ao trabalho jornalístico que se diz imparcial, o que pode ser interpretado como neutro. Contudo, há uma diferença entre os dois conceitos, pois a neutralidade pode pressupor que o jornalista não se posiciona enquanto produz. Para fazer a apuração do material, é necessário se posicionar para ter um direcionamento na pesquisa, o que não significa defender uma opinião específica, mas sim promover o debate de opiniões diferentes para que os telespectadores formulem suas próprias convicções.
A ética jornalística propõe que o profissional não tome partido e passe a informação para o público com o máximo de verossimilhança. A imparcialidade devida tem mais relação com a pluralidade na emissão de informações. O posicionamento do profissional depende de como o canal pretende passar a informação. O principal é que não seja unilateral e detenha de variadas fontes confiáveis. A credibilidade da BBC enquanto jornalismo é por ter como objetivo principal garantir a democracia composta por cidadãos bem informados. E todos os canais estão sob regras de atender aos princípios do interesse coletivo, como qualidade, equilíbrio e regionalização. A adequação a estas normas são fiscalizadas pelo Ofcom (Office of Communications), órgão regulador do setor de comunicações, criado em 2003, cujas funções são definidas por lei.
Alguns canais da emissora destacados por promover essa ideia são BBC Television, BBC Radio,  BBC News e BBC America.
Em 2004, a BBC produziu um relatório reavaliando as práticas jornalísticas da corporação, que traz considerações principalmente ao que se refere à imparcialidade empregada nas coberturas noticiosas da BBC. Este documento ficou conhecido como Neil Report. Ele foi produzido após o escândalo entre o jornalista da BBC, Andrew Gilligan, e o governo britânico.
No dia 29 de maio de 2003, Gilligan veiculou uma matéria na qual acusava o governo de manipular um relatório sobre armas de destruição de massa no Iraque. A principal fonte de Gilligan, o cientista britânico David Kelly, suicidou-se dois meses após a veiculação da matéria, o que fez o Parlamento determinar a realização de uma investigação sobre o caso. Ao final, com a divulgação do relatório Hutton Report, que inocentava o governo britânico e responsabilizava a BBC pela acusação infundada, a BBC foi aconselhada a adotar padrões mais rigorosos de checagem de informação e busca de pluralidade. Gilligan foi pressionado a se demitir.
O Neil Report ficou conhecido como sendo o documento das conclusões da BBC diante da reavaliação de suas coberturas noticiosas, com recomendações e diretrizes para a cobertura jornalística da corporação. É a versão atualizada das metas de imparcialidade da BBC.

### Participação Popular
A participação do público é levada com extrema seriedade pela BBC. A opinião popular é colhida em consultas públicas antes da publicação de cada relatório anual de balanço da corporação. Essa pesquisa é utilizada na avaliação do cumprimento dos propósitos do canal, determinados pela Carta Régia.
A opinião popular também é utilizada para analisar o conteúdo imposto pelos canais da BBC. No caso de criação de novos serviços ou aprovação de licenças, esse tipo de ação é feita com base em consultas e debates públicos. Em mudanças maiores, é feito anteriormente um teste de valor público. A partir desse teste, é feito um estudo e debates com o intuito de analisar o impacto de mercado e sobre as finanças da BBC.
Além disso, a própria manutenção da BBC depende do público. Grande parte da receita da corporação vem da taxa de licença dos seus canais, que são pagas pela população. E para manter a cobrança desse imposto, a BBC depende da chancela do Parlamento, que recorre a opinião do público-telespectador para decidir sobre a manutenção da corporação. Sendo assim, a existência da BBC depende das pesquisas se manterem indicando um constante apoio dos telespectadores. Essa aceitação continua sendo bastante positiva. Em pesquisa realizada em 2004, 81% dos telespectadores avaliam que a BBC merece o valor correspondente a taxa anual paga.

### Estrutura Operacional
O Diretor-Geral da BBC tem o controle total sobre a gestão da executiva BBC. Abaixo da Direção-Geral da BBC existem os seguintes sete departamentos que cobrem toda a produção da BBC:
- BBC Vision que tem a seu cargo: a BBC Television, a criação e produção de programas de televisão, da BBC Natural History Unit (Unidade de História Natural da BBC) e Arquivo BBC;
- BBC Áudio & Music que tem a seu cargo: a BBC Radio, conteúdos musicais através de programas de música na BBC Television, eventos como o BBC Proms e a BBC Philharmonic;
- BBC Future Media é responsável por toda a produção digital como a: BBC Online, o iPlayer da BBC, BBC Red Button e desenvolvimento de novas tecnologias através da BBC Research & Development;
- BBC Operations é responsável pela manutenção dos edifícios, estratégia, assuntos jurídicos, marketing e pela gestão diária da BBC;
- BBC Finance & Business é responsável: pela gestão financeira da e elaboração do orçamento geral e dos  departamentos BBC, pela elaboração de planos de negócios de longo prazo e cobrança das taxas da licença;
- BBC News Group é o departamento da BBC que  opera toda a BBC News, incluindo as operações internacionais, nacionais e regionais, e por todos os espaços informativos de rádio, televisão e online da BBC;
- BBC North inclui todos os departamentos com base em MediaCityUK: BBC Sport, BBC Infantil, BBC Radio 5, bem como alguns setores da BBC Learning. Muitos dos departamentos nesta secção pertencem a outros departamentos também, como a BBC Radio 5 Live , que também faz parte da BBC Áudio & Music;

## Orçamento
A BBC tem o segundo maior orçamento, quando comparada com outra qualquer emissora, sediada no Reino Unido, com uma despesa operacional de £ 4,8 mil milhões, em 2011/12. Ficando apenas atrás da British Sky Broadcasting, com uma despesa operacional de £ 5,9 mil milhões, e à frente da ITV, com £ 1,9 mil milhões.

### Receitas
A principal fonte de financiamento da BBC é através de uma licença televisiva, que custa £145,50 por ano por casa desde Abril de 2010. Tal licença é necessária para receber TV aberta legalmente na Grã-Bretanha. Entretanto, não é necessária nenhuma licença para possuir uma televisão usada para outros fins, ou mesmo para aparelhos de rádio (embora já tenha sido requerido pagar uma licença separada para as famílias que não haviam uma TV até 1971).
O custo de uma licença de televisão é definido pelo governo e imposta pelo direito penal. Porém é feito um desconto para famílias com televisores a preto-e-branco e um desconto de 50% para os cegos e aqueles com visão altamente comprometida, além da licença ser gratuita para qualquer casa que tenha um morador maior de 75 anos. Como resultado da recente revisão de gastos do governo britânico, foi estabelecido um acordo entre o governo e a empresa em que a taxa da licença permanecerá congelada até à renovação da Carta Régia no início de 2017.
As receitas são coletadas pelo governo central através de um Fundo Consolidado, em um processo de cobrança que foi definido na  Lei das Comunicações de 2003. A BBC busca a coleta da taxa de licença e execução pelo nome comercial de "TV Licensing" (Licença de TV). Esta busca da coleta é realizada atualmente por uma empresa, a Capita, uma agência externa. Os fundos são então transferidos para o Departamento de Cultura, Mídia e Esportes (DCMS) e do Tesouro, que após a aprovação do Parlamento é alocados à BBC. Receitas adicionais são pagas pelo Departamento de Trabalho e Pensões para compensar licenças subsidiadas para os maiores de 75 anos.
A taxa de licença é classificada como um imposto, e sua evasão é uma ofensa criminal. Desde 1991, a cobrança e execução da taxa de licenciamento tem sido a responsabilidade da BBC no seu papel de Licensing Authority TV. Assim, a BBC é uma das principais autoridades judiciárias na Inglaterra e no País de Gales e uma das maiores autoridades de investigação no Reino Unido como um todo. A BBC realiza a vigilância (principalmente usando subcontratados) em propriedades (sob os auspícios do regulamento de investigação Lei dos Poderes de 2000) e pode proceder a buscas de uma propriedade usando um mandado de busca. De acordo com a BBC, "mais de 204 000 pessoas no Reino Unido foram apanhadas vendo televisão sem licença durante os primeiros seis meses de 2012 ". A evasão do pagamento da licença de TV representa cerca de um décimo de todos os casos processados em tribunais no Reino Unido.
A maioria da produção comercial da BBC vem de seu braço comercial da BBC Worldwide que vende programas no exterior, que explora marcas-chave da companhia como mercadoria. De suas vendas em 2012-13, 27% foram centradas sobre as cinco "Super Marcas" chave de Doctor Who, Top Gear, Strictly Come Dancing (conhecido internacionalmente como Dançando com as Estrelas), arquivo de programação da História Natural da BBC (reunidos sob o guarda-chuva da BBC Earth) e a agora vendida marca guia de viagem Lonely Planet.

A BBC através da BBC Worldwide obtém também diversas receitas comerciais provenientes da venda do seu catálogo de programas que tem aumentado substancialmente nos últimos anos. A BBC Worldwide contribui com cerca de 145 milhões de libras para a BBC. De acordo com o orçamento da BBC 2011/12, as receitas da BBC podem ser divididas da seguinte forma:
- 3 606,3 milhões de libras em taxas de licenciamento cobradas dos proprietários;
- 222 000 000 de libras de empresas comerciais da BBC;
- 279 400 000 de subsídios do governo;
- 271 900 000 de libras de outros rendimentos, tais como o fornecimento de conteúdo para emissoras no exterior e vendas de bilhetes de concertos.

### Despesas
Os seguintes valores constam do Orçamento de 2011/2012 e mostram as despesas por departamento.
| Departamento                                     | Custo Total (em milhões de libras esterlinas) | Comparação com o ano anterior (em milhões de libras esterlinas) |
| ------------------------------------------------ | --------------------------------------------- | --------------------------------------------------------------- |
| BBC One                                          | 1 337,6                                       | -63,2                                                           |
| BBC Two                                          | 537,1                                         | 9,7                                                             |
| BBC Three                                        | 112,9                                         | +2,9                                                            |
| BBC Four                                         | 67,8                                          | 0,8                                                             |
| CBBC e CBeebies                                  | 149,7                                         | 10,7                                                            |
| BBC News BBC World News e BBC Parliament         | 66,7                                          | -2,3                                                            |
| BBC HD                                           | 17,8                                          | 6                                                               |
| BBC Alba                                         | 8                                             | 0,4                                                             |
| BBC Radio 1 e BBC Radio 1Xtra                    | 61,7                                          | 2,6                                                             |
| BBC Radio 2                                      | 60,5                                          | 1,3                                                             |
| BBC Radio 3                                      | 52,5                                          | 1,8                                                             |
| BBC Radio 4 e BBC Radio 4 Extra                  | 124,1                                         | -3,9                                                            |
| BBC Radio 5 Live e BBC Radio 5 Live Sports Extra | 74,6                                          | -3,2                                                            |
| BBC Radio 6 Music                                | 11,7                                          | 0,9                                                             |
| BBC Asian Network                                | 13                                            | 0,4                                                             |
| BBC Local Radio                                  | 146,5                                         | -0,8                                                            |
| Rádios Nacionais                                 | 95,5                                          | 2,5                                                             |
| BBC Online                                       | 186,8                                         | -7,1                                                            |
| BBC Red Button                                   | 37,2                                          | -2,3                                                            |
| Total                                            | 3 161,8                                       | -42,2                                                           |

| Departamento                | Custo Total (em milhões de libras esterlinas) |
| --------------------------- | --------------------------------------------- |
| BBC Television e S4C        | 2 364,1                                       |
| BBC Radio                   | 640,1                                         |
| BBC Online e BBC Red Button | 224                                           |
| BBC Orchestras and Singers  | 29                                            |
| BBC Research                | 52,5                                          |
| Apagão Analógico            | 130,5                                         |
| Taxa de tevê                | 126,1                                         |
| Reestruturação              | 100,6                                         |
| Propriedades                | 186,9                                         |
| Total                       | 3 853,8                                       |

## BBC Television

### Canais Nacionais
| Logótipo | Canal          | Descrição | Fundação                                                                               |
| -------- | -------------- | --- | -------------------------------------------------------------------------------------- |
|          | BBC One        | Principal canal da BBC, com programação com predominância de notícias, dramaturgia, documentários e filmes. Também apresenta a programação das redes locais da BBC. Programa mais assistido: EastEnders. | 2 de novembro de 1936 (88 anos)                                                        |
|          | BBC Two        | Programação especializada, incluindo principalmente documentários, educação, dramaturgia e programas de menor audiência. Programa mais assistido: Top Gear.                                              | 20 de abril de 1964 (61 anos)                                                          |
|          | BBC Three      | Programação juvenil, principalmente comédia. Substituiu o canal BBC Choice. Anteriormente fechado em 16 de fevereiro de 2016.                                                                            | 9 de fevereiro de 2003 (22 anos) (Original) 1 de fevereiro de 2022 (3 anos) (Relançar) |
|          | BBC Four       | Programação para audiência erudita com teatro ao vivo, filmes em língua estrangeira e reposições de programas antigos de prestígio. Substituiu o canal BBC Knowledge.                                    | 2 de março de 2002 (23 anos)                                                           |
|          | CBBC           | Programação destinada a crianças de seis ou mais anos. | 11 de fevereiro de 2002 (23 anos)                                                      |
|          | CBeebies       | Programação destinada a crianças com menos de seis anos. | 11 de fevereiro de 2002 (23 anos)                                                      |
|          | BBC News       | Canal de notícias 24 horas. | 09 de novembro de 1997 (27 anos)                                                       |
|          | BBC Parliament | Canal de política, cobrindo toda a atividade política britânica e internacional, com comentários. Substituiu o canal The Parliamentary Channel.                                                          | 23 de setembro de 1998 (26 anos)                                                       |

### Outros Canais Nacionais
| Logótipo | Canal      | Descrição | Fundação                         |
| -------- | ---------- | --- | -------------------------------- |
|          | BBC One HD | Simultâneo em alta definição da BBC One. | 3 de novembro de 2010 (14 anos)  |
|          | BBC Two HD | Simultâneo em alta definição da BBC Two. | 26 de março de 2013 (12 anos)    |
|          | S4C        | Apesar de não pertencer à BBC, é a BBC que financia toda a sua atividade e contribui com programas financiados pela taxa de licença, como parte de sua obrigação de serviço público. O Canal é difundido em Língua Galesa. | 1 de novembro de 1982 (42 anos)  |
|          | UKTV       | Rede de televisão comercial no Reino Unido, copropriedade com Scripps Networks Interativo, este canal é operado pela BBC Worldwide.                                                                                        | 1 de novembro de 1992 (32 anos)  |
|          | BBC Alba   | Canal de entretenimento, com programas provenientes da BBC One Scotland e BBC Two Scotland. É uma parceria entre a BBC e MG Alba, e é principalmente financiado pelo Governo da Escócia.                                   | 19 de setembro de 2008 (16 anos) |

### Canais Nacionais - Extintos
| Logótipo | Canal         | Descrição                                                                          | Substituto | Fundação                     | Fecho                            |
| -------- | ------------- | ---------------------------------------------------------------------------------- | ---------- | ---------------------------- | -------------------------------- |
|          | BBC Choice    | Canal com programação dedicada a jovens e algumas reposições da BBC One e BBC Two. | BBC Three  | 1 de junho de 1999 (26 anos) | 9 de fevereiro de 2003 (22 anos) |
|          | BBC Knowledge | Canal com programação de entretenimento factual e não ficcional.                   | BBC Four   | 1 de junho de 1999 (26 anos) | 2 de março de 2002 (23 anos)     |

### Canais Regionais
| Logótipo | Canal                    | Descrição | Fundação                         |
| -------- | ------------------------ | --- | -------------------------------- |
|          | BBC One Scotland         | Versão regional da BBC One, operado pela BBC Scotland, com programação com predominância nas notícias, dramaturgia, documentários, filmes.                                                 | 14 de março de 1952 (73 anos)    |
|          | BBC Scotland             | Um canal com programação orientada para a Escócia. | 18 de fevereiro de 2019 (6 anos) |
|          | BBC One Wales            | Versão regional da BBC One, operado pela BBC Wales, com programação com predominância nas notícias, dramaturgia, documentários, filmes.                                                    | 2 de novembro de 1936 (88 anos)  |
|          | BBC Two Wales            | Versão regional BBC Two, operado pela BBC Wales, da com programação especializada, incluindo principalmente documentários, educação, dramaturgia e programas de menor audiência.           | 20 de abril de 1964 (61 anos)    |
|          | BBC One Northern Ireland | Versão regional da BBC One, operado pela BBC Northern Ireland, com programação com predominância de notícias, dramaturgia, documentários e filmes.                                         | 1961                             |
|          | BBC Two Northern Ireland | Versão regional BBC Two, operado pela BBC Northern Ireland, com programação especializada, incluindo, principalmente, documentários, educação, dramaturgia e programas de menor audiência. | 20 de abril de 1964 (61 anos)    |

### Canais Regionais - Extintos
| Logótipo | Canal            | Descrição | Substituto   | Fundação                      | Fecho                            |
| -------- | ---------------- | --- | ------------ | ----------------------------- | -------------------------------- |
|          | BBC Two Scotland | Versão regional BBC Two, operado pela BBC Scotland, da com programação especializada, incluindo principalmente documentários, educação, dramaturgia e programas de menor audiência. | BBC Scotland | 20 de abril de 1964 (61 anos) | 17 de fevereiro de 2019 (6 anos) |

### Canais Internacionais - Operados pelaBBC Worldwide
| Logótipo | Canal                    | Descrição                                                                                              | Fundação | Disponibilidade |
| -------- | ------------------------ | --- | --- | --- |
|          | BBC News (internacional) | Canal de notícias 24 horas. Começou as suas transmissões inaugurais em 1995, sobre o nome da BBC World | 11 de março de 1991 (34 anos) (como BBC World) 21 de abril de 2008 (17 anos) (como BBC World News) 03 de abril de 2023 (2 anos) (como BBC News International) | Todo o Mundo. |
|          | BBC America              | Canal de entretenimento geral, em copropriedade com a Discovery Networks.                              | 29 de março de 1998 (27 anos) | Estados Unidos da América.                                                                                                   |
|          | BBC Canada               | Canal Canadense de entretenimento geral, em copropriedade com Shaw Media.                              | 7 de setembro de 2001 (23 anos) | Canadá. |
|          | BBC Earth                | Canal dedicado a documentários.                                                                        | 1 de fevereiro de 2015 (10 anos) | Ásia, India, Hungria, Países nórdicos, Polónia, Roménia, Turquia                                                             |
|          | BBC HD                   | Canal de entretenimento geral em Alta Definição.                                                       | Setembro de 2006 (8 anos) | Bélgica, Países Baixos, Polónia, Suíça e Turquia.                                                                            |
|          | BBC Kids                 | Canal Canadense dedicada às crianças, em copropriedade com Shaw Media.                                 | 5 de novembro de 2001 (23 anos) | Canadá. |
|          | BBC Entertainment        | Canal Canadense dedicada às crianças, em copropriedade com Shaw Media.                                 | Outubro de 2006 (9 anos) | África, Ásia (exceto China e Japão), Europa, Brasil e América Hispânica.                                                     |
|          | BBC Lifestyle            | Canal dedicado à Comida, Casa & Design, Moda e Estilo, Saúde e Desenvolvimento Pessoal.                | 11 de julho de 2007 (17 anos) | Polónia, Escandinávia, Hong Kong, Singapura e África do Sul.                                                                 |
|          | BBC Knowledge            | Canal com programação de entretenimento factual e não ficcional.                                       | 11 de julho de 2007 (17 anos) | África do Sul, Austrália, Brasil, Bulgária, Escandinávia, Hong Kong, Indonésia, Nova Zelândia, Polónia, Roménia e Singapura. |
|          | BBC UKTV                 | Canal Australiano e Neozelandês de entretenimento geral.                                               | Agosto de 1996 (19 anos) | Austrália e Nova Zelândia.                                                                                                   |
|          | BBC Persian Television   | Canal de notícias em língua Persa.                                                                     | 14 de janeiro de 2009 (16 anos) | Afeganistão, Irão, Tajiquistão, Uzbequistão.                                                                                 |
|          | BBC Arabic Television    | Canal de notícias em língua Árabe.                                                                     | 11 de março de 2008 (17 anos) | Médio Oriente. |

### Canais Internacionais - Operados pelaBBC Worldwide- Extintos
| Logótipo      | Canal                          | Descrição                      | Substituto        | Fundação                         | Fecho                            | Disponibilidade |
| ------------- | ------------------------------ | ------------------------------ | ----------------- | -------------------------------- | -------------------------------- | --------------- |
| BBC TV Europe | Canal de entretenimento geral. | 1987 (27-28 anos)              | 1991 (23-24 anos) | Europa.                          |                                  |                 |
|               | BBC Prime                      | Canal de entretenimento geral. | BBC Entertainment | 30 de janeiro de 1995 (30 anos)  | 11 de novembro de 2009 (15 anos) | Todo o Mundo.   |
|               | BBC Japan                      | Canal de entretenimento geral. |                   | 01 de dezembro de 2004 (20 anos) | 30 de abril de 2006 (19 anos)    | Japão.          |

## BBC Radio

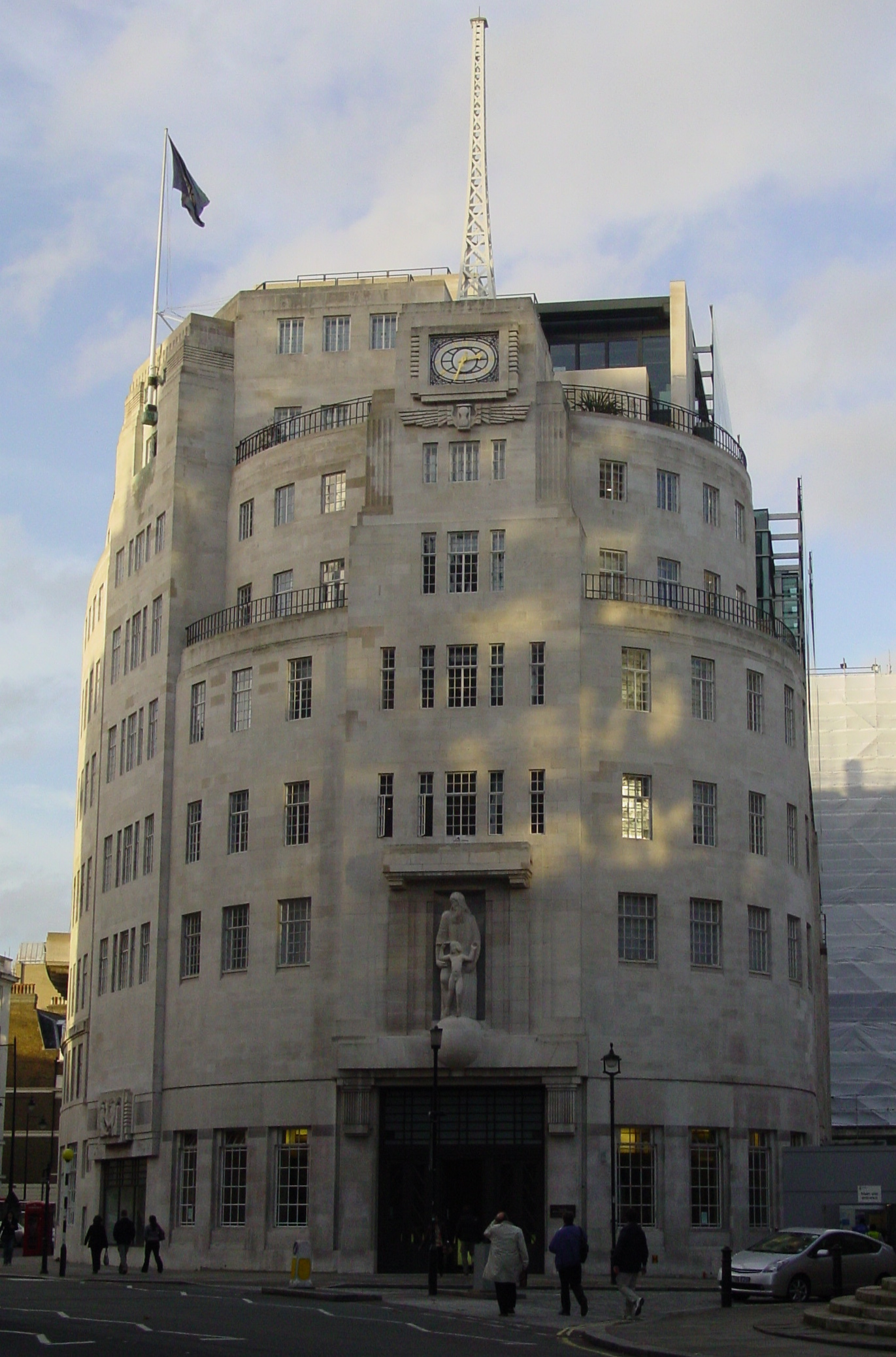
A Broadcasting House ("Casa de Radiodifusão"), em Londres: a sede da BBC

### Antenas Nacionais
| Logótipo | Estação          | Descrição | Canais                        | Fundação                         |
| -------- | ---------------- | --- | ----------------------------- | -------------------------------- |
|          | BBC Radio 1      | Estação orientada para o público jovem, emitindo principalmente música pop contemporânea e rock, notícias, música ao vivo e documentários de música. | FM, AM, DAB, TDT e BBC Online | 30 de setembro de 1967 (57 anos) |
|          | BBC Radio 2      | Estação orientada para o público adulto, emitindo principalmente música adulta contemporânea, média e notícias.                                      | FM, AM, DAB, TDT e BBC Online | 30 de setembro de 1967 (57 anos) |
|          | BBC Radio 3      | Estação orientada para as artes e cultura, emitindo música erudita, principalmente clássica, e jazz.                                                 | FM, AM, DAB, TDT e BBC Online | 30 de setembro de 1967 (57 anos) |
|          | BBC Radio 4      | Estação com programação geral, emitindo notícias, atualidades, artes, história, arte, ciência, livros e religião.                                    | FM, AM, DAB, TDT e BBC Online | 30 de setembro de 1967 (57 anos) |
|          | BBC Radio 5 Live | Estação com programação desportiva e noticiosa, emite programas da BBC News e relatos de jogos de todo o tipo de modalidades.                        | FM, AM, DAB, TDT e BBC Online | 28 de março de 1994 (31 anos)    |

### Apenas digital
| Logótipo | Estação                  | Descrição | Canais           | Fundação                                                                                           |
| -------- | ------------------------ | --- | ---------------- | -------------------------------------------------------------------------------------------------- |
|          | BBC Radio 1Xtra          | Estação orientada para o público jovem, emitindo nova música urbana. É complementar à BBC Radio 1.                                                    | TDT e BBC Online | 16 de agosto de 2002 (22 anos)                                                                     |
|          | BBC Radio 4 Extra        | Estação com programação geral, emitindo música clássica comédia, drama, livros, ficção científica e programas infantis. É complementar à BBC Radio 4. | TDT e BBC Online | 15 de dezembro de 2002 (22 anos) (como BBC7) 2 de abril de 2011 (14 anos) (como BBC Radio 4 Extra) |
|          | BBC Radio 5 Sports Extra | Estação com programação desportiva, através relatos de jogos de todo o tipo de modalidades. É complemetar à BBC Radio 5 Live.                         | TDT e BBC Online | 2 de fevereiro de 2002 (23 anos)                                                                   |
|          | BBC Radio 6 Music        | Estação com programação predominantemente musical, uma mistura eléctrica e de géneros alternativos, incluindo rock, funk, punk e reggae.              | TDT e BBC Online | 11 de março de 2002 (23 anos)                                                                      |
|          | BBC Asian Network        | Estação com programação dirigida à comunidade asiática no Reino Unido. Incluindo música, notícias e desporto.                                         | TDT e BBC Online | 1976                                                                                               |
|          | BBC National DAB         | |                  | 27 de setembro de 1995 (29 anos)                                                                   |

### Apenas online (BBC Sounds)
| Logótipo | Estação           | Descrição                                                                               | Canais     | Fundação                       |
| -------- | ----------------- | --------------------------------------------------------------------------------------- | ---------- | ------------------------------ |
|          | BBC Radio 1 Dance | Sucessos clássicos e novas faixas de dança. É complementar à BBC Radio 1.               | BBC Online | 09 de outubro de 2020 (4 anos) |
|          | BBC Radio 1 Relax | Estação com programas focados em relaxamento e bem-estar. É complementar à BBC Radio 1. | BBC Online | 22 de abril de 2021 (4 anos)   |

### Antena Internacional - Operado pelaBBC Worldwide
| Logótipo | Estação           | Descrição                                                 | Canais                            | Fundação                         |
| -------- | ----------------- | --------------------------------------------------------- | --------------------------------- | -------------------------------- |

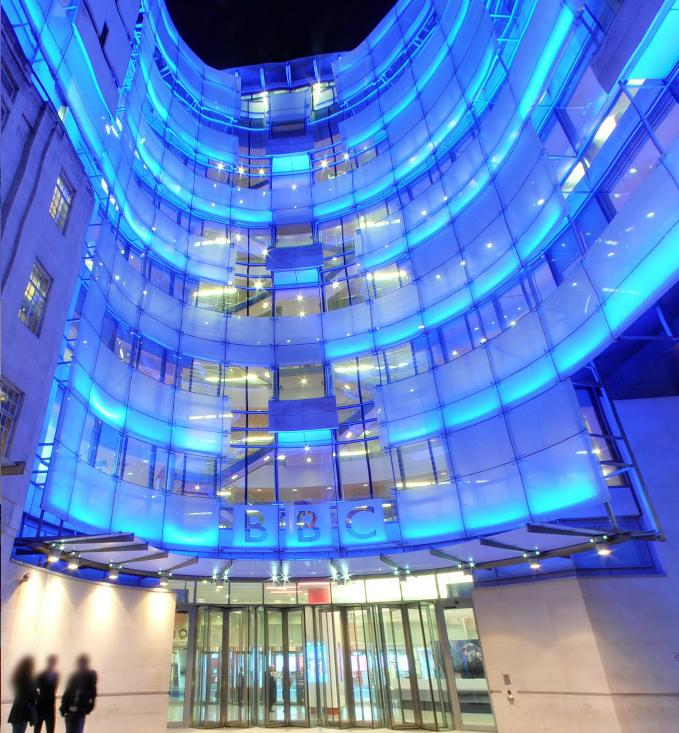
Broadcasting House, em Londres

|          | BBC World Service | Estação emite para todo o mundo em 27 idiomas diferentes. | MW, FM, AM, DAB, TDT e BBC Online | 19 de dezembro de 1932 (92 anos) |

### Antenas daBBC Radio Nation
| Logótipo | Estação                | Descrição                                                                                    | Canais                        | Fundação                         |
| -------- | ---------------------- | -------------------------------------------------------------------------------------------- | ----------------------------- | -------------------------------- |
|          | BBC Radio Scotland     | Estação emite notícias, música e desporto a partir da Escócia.                               | FM, AM, DAB, TDT e BBC Online | 23 de novembro de 1978 (46 anos) |
|          | BBC Radio nan Gaidheal | Estação emite notícias, música e desporto a partir da Escócia, e em Língua gaélica escocesa. | FM, AM, DAB, TDT e BBC Online | 1985                             |
|          | BBC Radio Shetland     | Estação emite notícias, música e desporto a partir de Shetland.                              | FM, AM, DAB, TDT e BBC Online | Maio de 1977                     |
|          | BBC Radio Orkney       | Estação emite notícias, música e desporto a partir de Orkney.                                | FM, AM, DAB, TDT e BBC Online | Maio de 1977                     |
|          | BBC Radio Wales        | Estação emite notícias, música e desporto a partir do País de Gales.                         | FM, AM, DAB, TDT e BBC Online | 1978                             |
|          | BBC Radio Cymru        | Estação emite notícias, música e desporto a partir do País de Gales, em Língua Galesa.       | FM, AM, DAB, TDT e BBC Online | 3 de janeiro de 1977 (48 anos)   |
|          | BBC Radio Cymru 2      | Estação opt-out da BBC Radio Cymru, em Língua Galesa.                                        | DAB, TDT e BBC Online         | 29 de janeiro de 2018 (7 anos)   |
|          | BBC Radio Ulster       | Estação emite notícias, música e desporto a partir da Irlanda do Norte.                      | FM, AM, DAB, TDT e BBC Online | 1 de janeiro de 1975 (50 anos)   |
|          | BBC Radio Foyle        | Estação emite notícias, música e desporto a partir do nordeste da Irlanda do Norte.          | FM, AM, DAB, TDT e BBC Online | 11 de setembro de 1979 (45 anos) |

## Logotipos e símbolos da BBC

Logotipo original da BBC, com "asas de um morcego" usado de 1953 até os anos da década de 1960.[30]

Primeiro logotipo de três-caixas da BBC usado de 1958 até 1963[31]
Segundo logotipo de três-caixas usado pela BBC de 1963 até 1971[31]
Terceiro logotipo de três-caixas usado pela BBC de 1971 até 1988[31]
Quarto logotipo de três-caixas usado pela BBC de 1988 até 1997[30]
Quinto logotipo de três-caixas da BBC usado de 1997 até 2021[30]
Sexto e atual logotipo de três-caixas da BBC usado desde 2021